# Шави
Хавиер Ернандес и Креус (на испански Xavier Hernández i Creus), по-известен като Ша̀ви или Ча̀ви (ˈtʃaβj), е бивш испански футболист, полузащитник. Роден е на 25 януари 1980 година, в Тераса, Каталуния, Испания. С екипа на Барселона Шави е печелил 8 пъти Примера Дивисион, 6 пъти Суперкупата на Испания, 3 пъти Купата на краля, 4 пъти Шампионската лига и по 2 пъти Суперкупата на Европа и Световното клубно първенство. Той е рекордьор по участия с екипа на каталунците със 767 официални мача, от които 505 в Ла лига и 178 в международните турнири. Шави става европейски шампион през 2008 и 2012 г. и световен шампион през 2010 г. с националния отбор на Испания. Има записани 133 мача и 13 гола като национал. Смятан е за един от най-добрите плеймейкъри в света за своето поколение.

## Клубна кариера
Шави е продукт на школата на Барселона и е прекарал цялата си футболна кариера в отбора. Започва да играе в отбора на 11-годишна възраст, преминава през всички младежки и резервни формации на Барса и е основен член на Б отбора на Барселона, с който печели промоция за Сегунда Дивисион.
На 18 август 1998 г. прави дебют за първия отбор в мач за Суперкупата на Испания, в който отбелязва гол срещу Майорка. Превръща се в ключов състезател в отбора, ръководен от Луис ван Гаал.
Под ръководството на Франк Рийкард Шави печели Шампионската лига през 2006 г. и Ла лига през 2005 и 2006 г.
Най-успешният период в кариерата на Шави идва с назначаването на Хосеп Гуардиола начело на Барселона. Отборът печели всичките 6 трофея за които се състезава през 2009 г.
Шави печели Ла Лига отново през 2010 и 2011 г. и Шампионската лига за трети път през 2011 г. след победа над Манчестър Юнайтед на Уембли.
След оттеглянето на Карлес Пуйол Шави става първи капитан на отбора.
Със своите 767 участия във всички турнири с екипа на клуба, Шави е футболистът с най-много мачове за Барселона. През сезон 2014 – 2015 Шави става футболистът с най-много участия в Шампионската лига (157), евротурнирите (173) и международните турнири (178), задминавайки Паоло Малдини.
На 6 юни 2015 г. след 17 години в отбора Шави изиграва последния си мач като футболист на Барселона на финала на Шампионската лига в Берлин, спечелен от каталунците. Така Шави завършва кариерата си в Барселона с требъл.
В периода от 2015 г. до 2019 г. играе в катарския клуб Ал Сад с № 6 и е капитан на отбора.

## Национален отбор
В Националния отбор на Испания Шави играе като полузащитник и е смятан за наследник на легендата Хосеп Гуардиола. Прави дебют с националния екип на 15 ноември 2000 г. срещу Холандия.
От сезон 2004 – 2005 той е втори капитан на Ла Фурия. Неговото участие на Световното първенство по футбол през 2006 г. е под съмнение поради контузия в коляното, но Шави се възстановява в срок и става част от отбора на Луис Арагонес.
По време на Евро 2008 г., Шави изиграва основна роля за спечелването на европейската титла от Ла Фурия. В партньорство в полузащита с колегата си в Барса – Андрес Иниеста, той е опорна точка между отбраната и предната линия като редовно съдейства и захранва нападението с прецизни пасове. Пасовете на Шави до голяма степен улесняват неговите съотборници. Вкарва гол в откриването на първенството срещу Русия. Във финалната среща асистира на Фернандо Торес за победния гол срещу Германия. Избран е за най-добър играч на турнира от УЕФА.
Дългогодишният нападател на Ла Фурия и Атлетик Билбао Хосеба Ечеберия казва за Шави в едно свое интервю: „Той е единственият играч в света, който може да контролира играта на останалите 21 на терена – 10 от неговия отбор как да играят, а 11 от другия отбор да играят по начин, който не искат“.
През 2010 г. въпреки загубата в първия мач срещу отбора на Швейцария испанците записват 6 поредни победи и с това стават и световни шампиони, като основна заслуга за победите на тима има отново Шави. На финала Испания побеждава отбора на Холандия с гол на Андрес Иниеста и пас на Шави.
През 2012 г. Шави печели за втори път Европейското първенство, а Испания става първият отбор успял да защити европейската си титла след като на финала побеждава Италия с 4:0.
Шави играе и на Световното първенство в Бразилия през 2014 г., където Испания се представя неубедително и отпада в групите на турнира. След края на първенството прекратява кариерата си в националния отбор.

## Статистика

### Клубна кариера
| Клуб               | Сезон              | Шампионат | Шампионат | Купа на Испания | Купа на Испания | Континентални турнири1 | Континентални турнири1 | Други турнири2 | Други турнири2 | Общо   | Общо   |
| Клуб               | Сезон              | Мачове    | Голове    | Мачове          | Голове          | Мачове                 | Голове                 | Мачове         | Голове         | Мачове | Голове |
| ------------------ | ------------------ | --------- | --------- | --------------- | --------------- | ---------------------- | ---------------------- | -------------- | -------------- | ------ | ------ |
| Барселона Б        | 1997 – 98          | 39        | 3         | –               | –               | –                      | –                      | –              | –              | 39     | 3      |
| Барселона Б        | 1998 – 99          | 18        | 0         | –               | –               | –                      | –                      | –              | –              | 18     | 0      |
| Барселона Б        | 1999 – 00          | 4         | 1         | –               | –               | –                      | –                      | –              | –              | 4      | 1      |
| Барселона Б        | Общо               | 61        | 4         | –               | –               | –                      | –                      | –              | –              | 61     | 4      |
| Барселона          | 1998 – 99          | 17        | 1         | 2               | 0               | 6                      | 0                      | 1              | 1              | 26     | 2      |
| Барселона          | 1999 – 00          | 24        | 0         | 4               | 1               | 10                     | 1                      | 0              | 0              | 38     | 2      |
| Барселона          | 2000 – 01          | 20        | 2         | 7               | 0               | 9                      | 0                      | –              | –              | 36     | 2      |
| Барселона          | 2001 – 02          | 35        | 4         | 1               | 0               | 16                     | 0                      | –              | –              | 52     | 4      |
| Барселона          | 2002 – 03          | 29        | 2         | 1               | 0               | 14                     | 1                      | –              | –              | 44     | 3      |
| Барселона          | 2003 – 04          | 36        | 4         | 6               | 0               | 7                      | 1                      | –              | –              | 49     | 5      |
| Барселона          | 2004 – 05          | 36        | 3         | 1               | 0               | 8                      | 0                      | –              | –              | 45     | 3      |
| Барселона          | 2005 – 06          | 16        | 0         | 0               | 0               | 4                      | 0                      | 2              | 0              | 22     | 0      |
| Барселона          | 2006 – 07          | 35        | 3         | 7               | 2               | 7                      | 0                      | 5              | 1              | 54     | 6      |
| Барселона          | 2007 – 08          | 35        | 7         | 7               | 1               | 12                     | 1                      | –              | –              | 54     | 9      |
| Барселона          | 2008 – 09          | 35        | 6         | 5               | 1               | 14                     | 3                      | –              | –              | 54     | 10     |
| Барселона          | 2009 – 10          | 34        | 3         | 3               | 2               | 11                     | 1                      | 5              | 1              | 53     | 7      |
| Барселона          | 2010 – 11          | 31        | 3         | 6               | 0               | 12                     | 2                      | 1              | 0              | 50     | 5      |
| Барселона          | 2011 – 12          | 31        | 10        | 7               | 2               | 9                      | 1                      | 4              | 1              | 51     | 14     |
| Барселона          | 2012 – 13          | 30        | 5         | 5               | 0               | 11                     | 1                      | 2              | 1              | 48     | 7      |
| Барселона          | 2013 – 14          | 30        | 3         | 5               | 0               | 10                     | 1                      | 2              | 0              | 47     | 4      |
| Барселона          | 2014 – 15          | 31        | 2         | 3               | 0               | 10                     | 0                      | 0              | 0              | 44     | 2      |
| Барселона          | Общо               | 505       | 58        | 70              | 9               | 170                    | 13                     | 22             | 5              | 767    | 85     |
| Ал Сад             | 2015 – 16          | 24        | 3         | 3               | 0               | 1                      | 0                      | 2              | 0              | 30     | 3      |
| Ал Сад             | 2016 – 17          | 26        | 10        | 3               | 0               | 1                      | 0                      | 2              | 0              | 32     | 10     |
| Ал Сад             | 2017 – 18          | 18        | 6         | 0               | 0               | 7                      | 1                      | 3              | 0              | 28     | 7      |
| Ал Сад             | 2018 – 19          | 14        | 2         | 3               | 0               | 8                      | 3                      | 0              | 0              | 25     | 5      |
| Ал Сад             | Общо               | 82        | 21        | 9               | 0               | 17                     | 4                      | 7              | 0              | 115    | 25     |
| Общо за кариерата3 | Общо за кариерата3 | 587       | 79        | 79              | 9               | 187                    | 17                     | 29             | 5              | 882    | 110    |

1Континенталните турнири включват Шампионска лига, Лига Европа и Шампионска лига на Азия

2Други турнири включват Суперкупа на Испания, Суперкупа на Европа и Световно клубно първенство

3Не включва мачовете, изиграни за дублиращите отбори на Барселона

### Национален отбор
| Испания | Испания | Испания |
| Година  | Мачове  | Голове  |
| ------- | ------- | ------- |
| 2000    | 1       | 0       |
| 2001    | 1       | 0       |
| 2002    | 9       | 0       |
| 2003    | 5       | 0       |
| 2004    | 6       | 0       |
| 2005    | 11      | 1       |
| 2006    | 10      | 2       |
| 2007    | 11      | 3       |
| 2008    | 15      | 3       |
| 2009    | 14      | 0       |
| 2010    | 15      | 0       |
| 2011    | 9       | 2       |
| 2012    | 12      | 1       |
| 2013    | 11      | 1       |
| 2014    | 3       | 0       |
| Общо    | 133     | 13      |

## Успехи

### Барселона
- Шампионска лига – 4 (2006, 2009, 2011, 2015)
- Суперкупа на Европа – 2 (2009, 2011)
- Световно клубно първенство – 2 (2009, 2011)
- Примера Дивисион – 8 (1999, 2005, 2006, 2009, 2010, 2011, 2013, 2015)
- Купа на Kраля – 3 (2009, 2012, 2015)
- Суперкупа на Испания – 6 (2005, 2006, 2009, 2010, 2011, 2013)

### Испания
- Световно първенство – 1 (2010)
- Европейско първенство – 2 (2008, 2012)
- Олимпийски игри – сребро (2000)
- Световно първенство за младежи – 1 (1999)

### Индивидуални
- Златната топка – трето място (2009, 2010, 2011)
- Футболист на годината на ФИФА – трето място (2009)
- Идеален отбор на годината УЕФА – 4 (2008, 2009, 2010, 2011)
- Полузащитник на Шампионската лига – 1 (2009)
- Играч на финала на Шампионската лига – 1 (2009)
- Плеймейкър на годината според IFFHS – 4 (2008, 2009, 2010, 2011)
- Най-добър испански футболист на Ла лига – 1 (2005)
- Полузащитник на годината в Ла лига – 2 (2009, 2011)
- Млад играч на годината в Ла лига – 1 (1999)
- Идеален отбор на Световното първенство – 1 (2010)
- Най-добър футболист на Европейското първенство – 1 (2008)
- Идеален отбор на Европейското първенство – 2 (2008, 2012)

### Рекорди
- Най-много мачове с екипа на Барселона във всички турнири – 767
- Най-много мачове с екипа на Барселона в Ла лига – 505
- Най-много мачове в Международните турнири – 178
- Най-много мачове с екипа на Барселона в Международните турнири – 178
- Най-много мачове в Европейските турнири – 173
- Най-много мачове с екипа на Барселона в Европейските турнири – 173
- Най-много мачове в Шампионската лига – 157
- Най-много мачове с екипа на Барселона в Шампионската лига – 157
- Футболистът на Барселона с най-много мачове за Испания – 133